# Megachernes titanius
Megachernes titanius är en spindeldjursart som beskrevs av Beier 1951. Megachernes titanius ingår i släktet Megachernes och familjen blindklokrypare. Inga underarter finns listade i Catalogue of Life.